# 죽산군
| Daedongyeojido (Gyujanggak) 14-05.jpg |  |
|                                       |  |

죽산군(竹山郡)은 현 안성시 죽산면을 중심으로 안성시의 동부 3개 면(일죽면·죽산면·삼죽면)과 용인시 처인구의 동남부 2개 면(원삼면·백암면)을 관할하던 조선 시대의 행정 구역이다.

## 역사
- 백제 : 개차산군(皆次山郡)으로 불렸다.
- 5세기 말 : 신라의 영토가 되었다.
- 757년(경덕왕 16년) : 전국의 행정체제 및 행정단위의 명칭을 개혁하면서 개산군(介山郡)으로 개명하고, 음죽현을 영현(領縣)으로 삼았다.
- 891년(진성여왕 5년) : 지방 호족 기훤(箕萱)의 영지가 되었다. 궁예가 잠시 그 휘하에 있다가 북원경의 양길에게 투항했다.
- 899년(효공왕 3년) : 후고구려 왕이 된 궁예가 비뇌성(非惱城: 안성 죽주산성) 전투에서 양길의 군대를 격파하고 한강 수로를 장악했다.
- 900년 : 비뇌성을 발판으로 현재의 경기도 남부와 충청북도 일대가 후고구려의 영역이 되었다.
- 926년 : 고려가 개산군을 죽주(竹州)로 승격시켰다.
- 933년 : 단련사(團練使)가 파견되었다.
- 고려 목종 : 읍이 일시 폐지되었다.
- 1018년(고려 현종 9년) : 광주목(廣州)의 속현이 되었다.
- 고려 명종 : 읍이 복구되어 감무를 두었다.
- 1413년(조선 태종 13년) : 죽산현(竹山縣)이 되었다. 당시 죽산현은 충청도에 속했다.
- 1434년(조선 세종 16년) : 죽산현이 충청도에서 경기도로 이관되었다.
- 1543년(조선 중종 38년) : 죽산도호부로 승격되었다.
- 1895년 6월 23일(음력 윤5월 1일) : 23부제로 행정구역이 재편되면서 충주부 관할의 죽산군이 되었다가, 이듬해 다시 경기도에 편입되었다.
- 1914년 4월 1일 : 일제 조선총독부의 행정구역 통폐합으로 안성군과 용인군에 분할 편입되고, 면이 대거 합병되었다.[1]

| 부령 제111호       |               |                                                          |
| 구 행정구역        | 신 행정구역   | 신 행정구역                                              |
| 제촌면(蹄村面)     | 안성군 죽일면 | 능국리                                                   |
| 북이면(北二面)     | 안성군 죽일면 | 신흥리, 화곡리                                           |
| 북일면(北一面)     | 안성군 죽일면 | 고은리, 당촌리, 방초리                                   |
| 남이면(南二面)     | 안성군 죽일면 | 송천리, 월정리, 장암리, 죽림리, 화봉리                   |
| 남일면(南一面)     | 안성군 죽일면 | 가리, 금산리, 산북리, 주천리                             |
| 부이면(府二面)     | 안성군 죽이면 | 두현리, 장계리, 장능리                                   |
| 부일면(府一面)     | 안성군 죽이면 | 매산리, 장원리, 죽산리                                   |
| 남면(南面)         | 안성군 죽이면 | 당목리, 두교리, 용설리, 칠장리                           |
| 서일면(西一面)     | 안성군 죽삼면 | 내장리, 덕산리, 용월리, 율곡리, 배태리                   |
| 서이면(西二面)     | 안성군 죽삼면 | 기솔리, 남풍리, 내강리, 마전리, 미장리, 진촌리           |
| 서삼면(西三面)     | 안성군 죽삼면 | 가현리, 동평리                                           |
| 원일면(遠一面)     | 용인군 원삼면 | 고당리, 맹리, 미평리, 사암리, 좌항리                     |
| 원삼면(遠三面)     | 용인군 원삼면 | 가좌리, 가재월리, 독성리, 두창리, 문촌리, 죽능리, 학일리 |
| 근일이면(近一二面) | 용인군 외사면 | 석천리, 옥산리, 용천리, 장평리                           |
| 근삼면(近三面)     | 용인군 외사면 | 가창리, 근곡리, 근삼리, 근창리, 박곡리, 백암리           |
- 1915년 6월 1일 : 안성군 죽일면이 일죽면으로, 죽이면이 이죽면으로, 죽삼면이 삼죽면으로 각각 개칭하였다.[2]
- 1992년 9월 30일 : 안성군 이죽면이 죽산면으로 개칭하였다.[3]
- 1996년 3월 1일 : 용인군이 시(市)로 승격하면서, 외사면을 백암면으로 개칭하였다.